# Youcef Reguigui
Youcef Reguigui (nascido em 9 de janeiro de 1990) é um ciclista argelino, da equipe do MTN–Qhubeka.

## Olimpíadas
Competiu nos Jogos Olímpicos de Verão de 2016 na modalidade do ciclismo de estrada.